# Isidro Nozal
Isidro Nozal Vega, född 18 oktober 1977 i Barakaldo, Vizcaya, är en spansk före detta proffscyklist som senast tävlade för Liberty Seguros Continental.

## Karriär
Nozal fick sitt genombrott när han fram tills den sista etappen på Vuelta a España 2003 bar tävlingens ledartröja. Han slutade sensationellt tvåa sammanlagt i tävlingen efter stallkamraten Roberto Heras. Han vann också etapp 6 och 13 under det spanska etapploppet.
År 2005 hade Nozal inför starten av Dauphiné Libéré ett hemokratitvärde på över 50 och fick därmed inte starta tävlingen, och blev avstängd under två veckor. Även stallkamraten Nuno Ribeiro hade ett för högt hemokratitvärde. Nozal fick inte starta i Tour de France 2006 då han var en av de cyklister som omnämndes i Operación Puerto-skandalen. Men anklagelserna drogs tillbaka senare under året.
Att hitta ett nytt stall var dock svårt för Nozal och det gick länge innan han fann en ny arbetsgivare inför det nya året. Lösningen blev till slut att tävla för Karpin-Galicia. Året därpå, 2008, valde Nozal att tävla för Liberty Seguros Continental, där även hans yngre bror Carlos Nozal Vega tävlade. Under säsongen 2008 slutade Nozal på tredje plats på den portugisiska tävlingen GP Gondomar.
Under säsongen 2009 slutade Isidro Nozal på femte plats på etapp 1 av La Tropicale Amissa Bongo bakom Mathieu Ladagnous, Filipe Duarte Cardoso Sousa, Pierre Rolland och Jérôme Coppel. På etapp tre av tävlingen i Gabon slutade spanjoren på sjätte plats bakom Jamie Ball, Mathieu Ladagnous, Filipe Duarte Cardoso Sousa, Pierre Rolland och Jérôme Coppel.
Isidro Nozal testades positivt för CERA, den tredje generationens EPO, två dagar innan Tour of Portugal 2009 startade. Även två av hans stallkamrater, Nuno Ribeiro och Hector Guerra, hade dopningspreparatet i sina dopningstest.

## Stall
- O.N.C.E.-Deutsche Bank 1999–2000
- O.N.C.E.-Eroski 2001–2003
- Liberty Seguros 2004–2005
- Astana Team 2006
- Karpin-Galicia 2007
- Liberty Seguros Continental 2008–2009